# Розлитий камінь
Розли́тий Kа́мінь — заповідне урочище місцевого значення в Україні. Розташоване на території Компаніївського району Кіровоградської області, на південний схід від села Софіївка.
Площа 25 га. Статус отриманий у 1995 році. Перебуває у віданні: Компаніївська районна державна адміністрація.

## Галерея

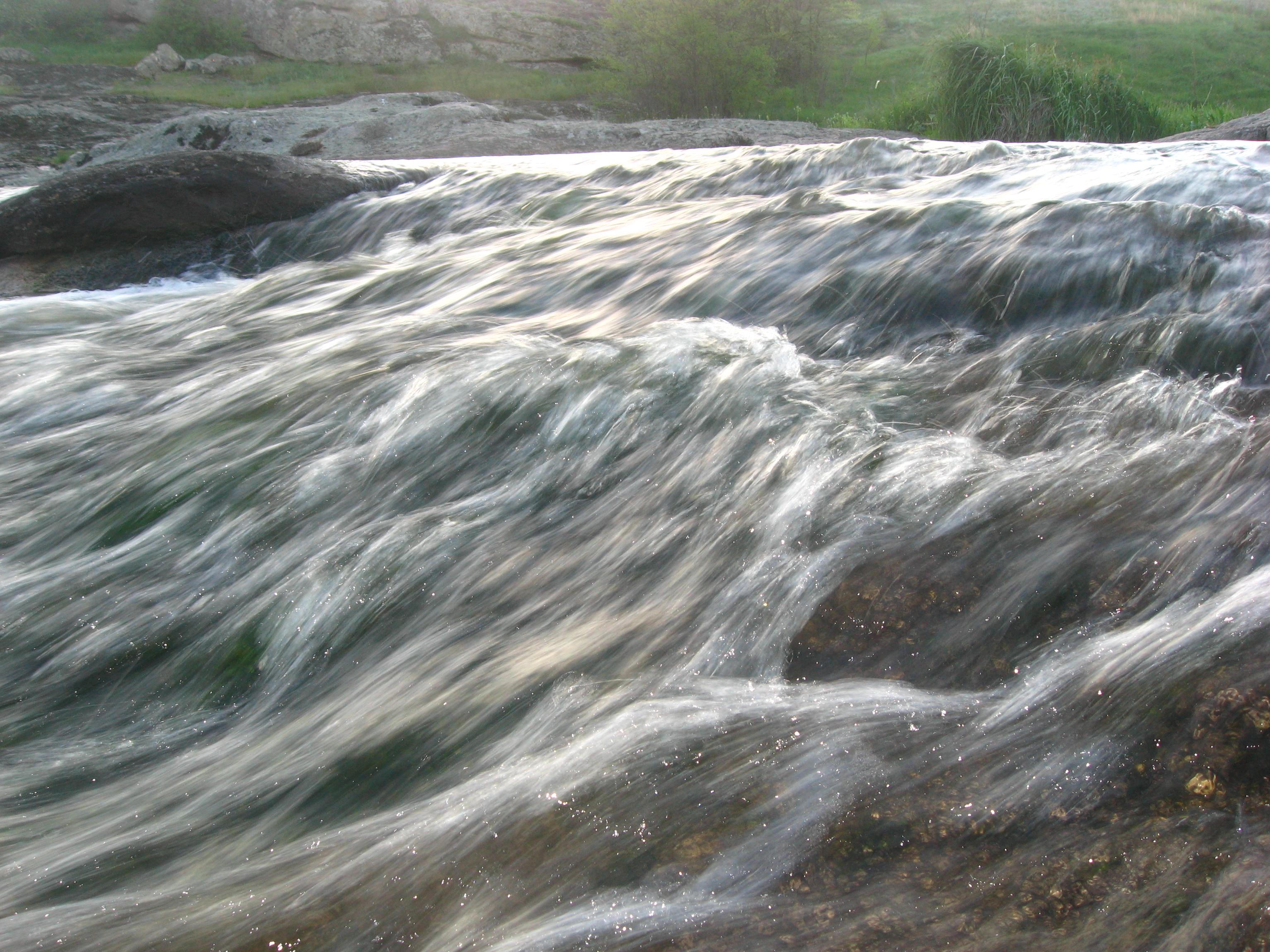
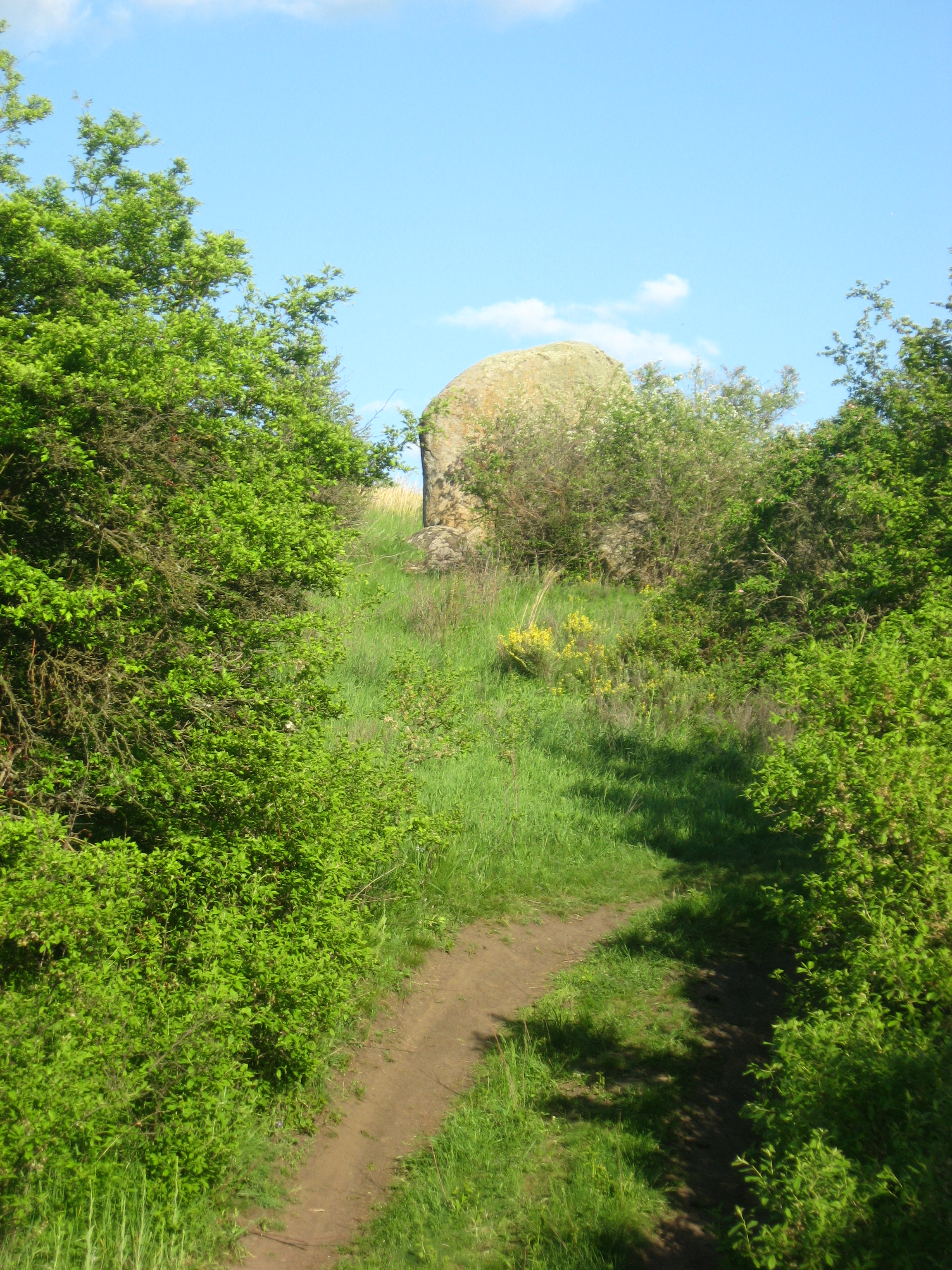
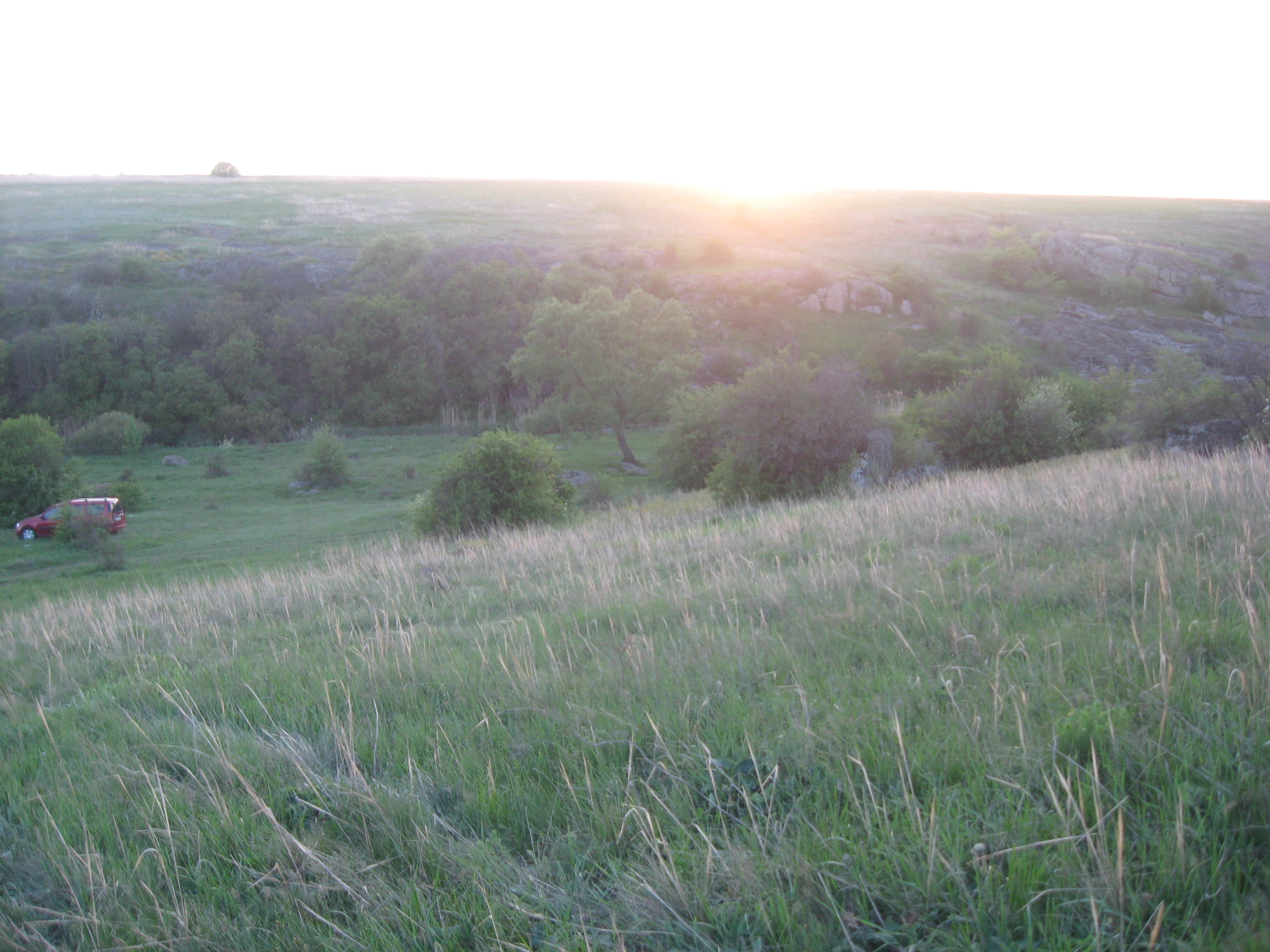